# ایکدا یوشینوری

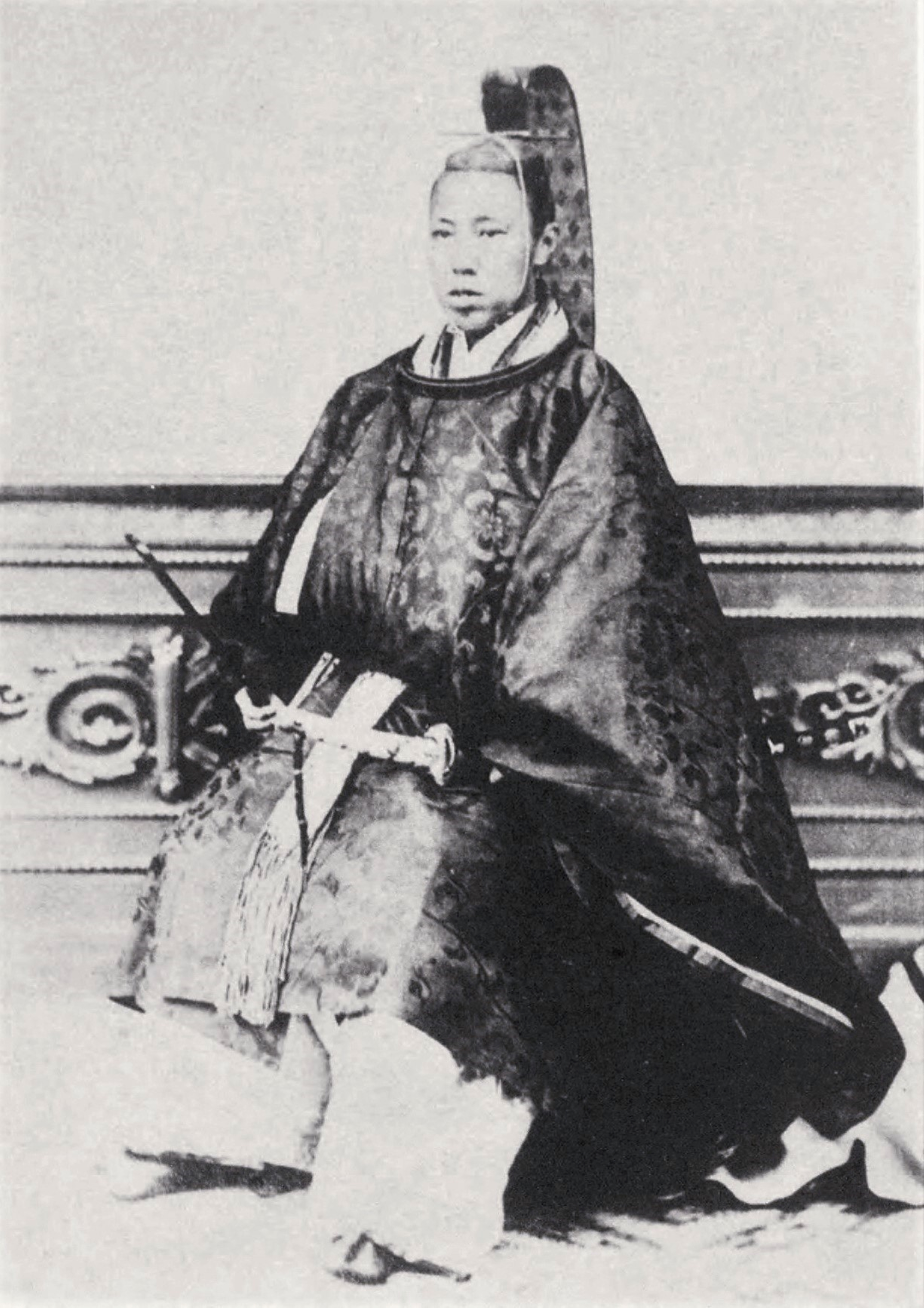
تصویر ایکدا یوشینوری

ایکدا یوشینوری (به ژاپنی: 池田 慶徳 いけだ よしのり)، ارباب فئودالی در اواخر دوره ادو و عضوی از اشراف در اوایل دوره میجی. او دوازدهمین (و آخرین) ارباب قلمرو توتوری و اولین فرماندار آن بود.
توکوگاوا یوشینوبو، که پانزدهمین شوگون شد، برادر ناتنی او بود که در همان سال متولد شد و ایکدا موچی‌ماسا، ارباب قلمرو اوکایاما، برادر تنی او بود.